# Palaeosyops

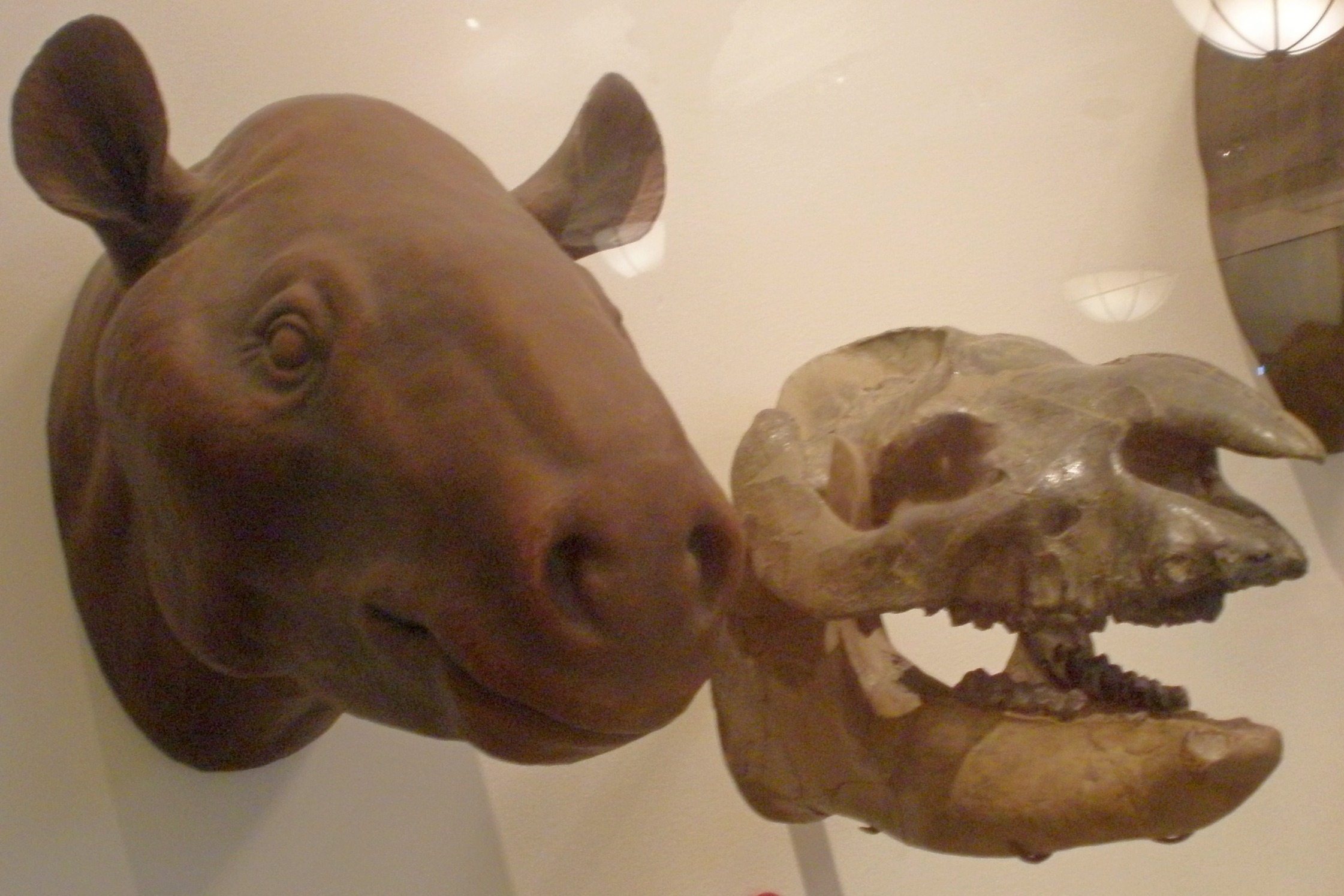
Череп і реконструкція P. robustus

Palaeosyops — рід малих бронтотерій, який жив у ранньому та середньому еоцені.

## Біологія і розмір
Він був приблизно розміром з дрібну худобу вагою 600–800 кг залежно від виду. Ці тварини зазвичай зустрічаються в скам’янілих шарах штату Вайомінг переважно як скам’янілі зуби. З усіх видів цієї тварини зроблено висновок, що P. major був найбільшим, досягаючи розмірів маленької корови. Її описувач Джозеф Лейді помилково вважав, що Палеосіоп споживав як рослини, так і тварин після того, як дослідив ікла. Однак тепер відомо, що всі бронтотери були суто травоїдними тваринами, і що багато, якщо не більшість родів безрогих бронтотерів мали значні ікла, можливо, як для захисту від хижаків, так і для внутрішньовидової конкуренції.